# Зак, Лев Васильевич
Лев Васильевич Зак (фр. Léon Zack — Леон Зак; 12 июля 1892, Растяпино, Нижегородская губерния — 30 марта 1980, Ванв, Иль-де-Франс) — русский поэт, художник, график, сценограф и скульптор. Теоретик и идеолог футуризма (группа «Мезонин поэзии»). Стихи публиковал под псевдонимом «Хрисанф», позже выступал под псевдонимом «М. Россиянский» (с вариантами «М. М. Россиянский», «Михаил Россиянский»).

## Начало пути
Родился в деревне Растяпино в еврейской семье. Его родители поженились в 1891 году, это был второй брак матери — Розалии Моисеевны Россиенской (1856, Ковно — 1908, Нижний Новгород), дочери занятого в чаеторговле ковенского купца Моисея Мироновича Россиенского (1834—1891), который по переезде в Москву в середине 1860-х годов стал одним из учредителей первой городской синагоги, и его жены Соры-Гитл Добринер (1834—?, родом из Тильзита в Восточной Пруссии). Его отец, народоволец и провизор Цалель Ицикович Зак (1854 — после 1916), происходил из Шавлей, в 1878—1884 годах находился в ссылке в Иркутской губернии и Якутской области, по освобождении открыл в Нижнем Новгороде аптеку.
В 1902—1911 годах учился в гимназии при Лазаревском институте восточных языков в Москве; окончил гимназию с отличием и здесь же познакомился с Романом Якобсоном (который много лет спустя написал предисловие к книге Л. Зака «Des Perles aux aigles»). В 1916 году окончил романо-германское отделение историко-филологического факультета Московского университета. Брал частные уроки живописи у А. Г. Якимченко (1905—1906), посещал художественные студии Ф. И. Рерберга и И. И. Машкова. С 1908 года участвовал в ежегодных выставках МТХ (1908—1912, 1916, 1917), в 1916—1917 годах в выставках Мира искусства в Петрограде. В 1909 году создал виньетки для журнала «Золотое руно» (№ 11/12), выполнил издательскую марку для издательства «Петербургский глашатай».

## Футуризм
В 1913 году вместе с Вадимом Шершеневичем организовал литературную группу московских футуристов «Мезонин поэзии» (куда вошли К. Большаков, Рюрик Ивнев, Б. Лавренёв, С. Третьяков, П. Широков), оформлял обложки поэтических сборников членов группы, в том числе Рюрика Ивнева и Вадима Шершеневича, коллективных альманахов «Засахаре кры», «Вернисаж», «Пир во время чумы» (все — М.: Мезонин поэзии, 1913); как художник выступал в этих изданиях под настоящим именем и фамилией. В альманахах «Вернисаж», «Пир во время чумы» и «Крематорий здравомыслия» (1913) публиковал стихотворения под псевдонимом «Хрисанф»; теоретические работы в этих же альманахах были напечатаны под псевдонимом «М. Россиянский». Сами названия группы («Мезонин поэзии») и её альманахов принадлежали Л. В. Заку.
Творчество Хрисанфа-Россиянского — заметная страница в истории русского футуризма: он одним из первых разрабатывал акцентный стих, повлиял на Шершеневича и Маяковского; его теоретические разработки предвосхитили имажинизм. Историк футуризма В. Ф. Марков полагал, что Зак составил бы себе куда большую известность, если бы не оставил рано литературу и не переключился на живопись.

## Эмигрантский период
В 1917 году переехал в Петроград, где женился на Надежде Александровне Браудо (1894—1976). В годы Гражданской войны жил в Николаеве, в октябре 1918 года принял участие в выставке «Искусство в Крыму». В апреле 1920 года с женой и дочерью эвакуировался из Ялты в Константинополь, оттуда в Рим, потом во Флоренцию. Здесь сблизился с художниками Филиппом Гозиасоном (1898—1978) и Вольдемаром Боберманом (1897—1977), с которыми его связывало многолетнее сотрудничество.
С 1922 года жил в Берлине, был сценографом «Русского романтического театра» Б. Г. Романова (1891—1957), для которого оформил балеты «Королева мая» К. В. Глюка (1922), «Жизель» А. Адана (1922), «Сильфида» (1924) и «Трапеция» С. С. Прокофьева (1925). Участвовал в Салоне независимых в Париже (1921), в экспозициях в галерее Alfred Flechtheim (1922, 1923), в магазине русского книгоиздательства «Заря» (январь 1923), выполнил литографии для изданий «Пир во время чумы» А. С. Пушкина (1923) и «Мандрагора» Макиавелли (1924). В конце 1923 года вместе с театром Б. Г. Романова перебрался в Париж, работал в совместном ателье с Ф. Г. Гозиасоном и В. А. Боберманом; с ними же выставлялся в галерях Percier (1925), T. Carmine (1925), d’Art Contemporain (1925) и самостоятельно в галерее Percier (1927). С 1924 года принимал участие в Осеннем салоне и салоне Независимых. В 1928 году прошла его персональная выставка в брюссельской галерее А. Manteau, с которой он заключил долговременный контракт; участвовал в русском отделе выставки «Современное французское искусство» (Москва, 1928), групповых выставках русских художников в Брюсселе (1928), Париже (Quatre-Chemins, 1928; L’Époque, 1932; La Renaissance, 1932), Лондоне (Belgrave Square, 1935), Праге (1935). Был одним из организаторов культурно-профессионального объединения «Русский художественный цех» во Франции. В 1929 году стал учредителем салона Сверхнезависимых. Занимался также прикладным искусством — создавал рисунки для тканей и шарфов для модельера Монатти (1926), исполнял статуэтки музыкантов и балерин из дутого стекла для магазина прикладного искусства «Примавера» в Париже (в 1929 году выставлял их в 19-м Салоне художников-декораторов).
В 1930 году присоединился к группе «неогуманистов» художественного критика Вальдемара Жоржа. Персональные выставки Леона Зака прошли в галереях J. Bonjean (1930), Quatre Chemins (1932), Simonson (1933), Wildenstein (1935), а также в групповых экспозициях в галереях A. Manteau («Защита Запада», 1931), J. Bonjean («Новое поколение», 1932), Martin (1934), в ежегодном Салоне современного искусства в Антверпене (выставка «неогуманистов», 1933). В 1936—1937 годах исполнил иллюстрации к трёхтомнику Шарля Бодлера и книге «Мудрость» Поля Верлена для хозяина магазина библиофильской книги Анри Матарасо; создал серию листов к Талмуду. В 1938 году получил французское гражданство, но с началом Второй мировой войны бежал из Парижа на свободный от оккупации юг Франции Биарриц, Аркашон, Виллафранка, Гренобль. В Биаррице принял участие в выставке группы «Скоморохи» (1941), в том же году принял католичество. В это время отошёл от неогуманизма, сначала к экспрессионизму, а после 1946 года к абстрактному искусству.

## Послевоенное творчество
В 1946 году провёл выставки в галереях Кати Гранофф, А. Manteau, в это время в его работах доминировали христианские мотивы; участвовал в выставке художников «В честь Победы», организованной Союзом советских патриотов в Париже (1946). В 1946—1948 годах выполнил иллюстрации к книгам «Сонеты» П. Ронсара, «Трагедии» А. д’Обиньи, «Федра» Ж. Расина, «Озарения» и «Сквозь Ад» А. Рембо, создал графический альбом «171 медитация», написал поэму «Говорит Бог» (1948).
В 1930—1940-е годы продолжал работать в театре, оформил балеты «Жизель» А. Адана для труппы Веры Немчиновой в Театре Елисейских полей (1930), «Шут» С. С. Прокофьева для Ballet Russe de Monte-Carlo (1932), «Поцелуй феи» И. Ф. Стравинского для театра Шатле (1934), «Стенька Разин» А. К. Глазунова и «Князь Игорь» А. П. Бородина для Нового Русского балета Монте-Карло (1943) и «Концерт» на музыку С. С. Прокофьева для Opéra Comique (1947). В 1948 году на персональной выставке в галерее des Garets впервые продемонстрировал геометрическую абстракцию, от которой в дальнейшем перешёл к «лирической абстракции» с комбинациями цветовых пятен. Персональные выставки прошли в галерее Cavalino в (Венеция, 1949), парижских галереях Billiet-Caputo (1950), Kléber (1955), Drian (1958) и J. Massol (1960—1979; ежегодно), галерее Waddington (Лондон, 1959, 1961); участвовал в коллективных выставках в Венеции (1949), Лондоне (1958), выставках «Русские художники Парижской школы» в Сен-Дени (1960), в Доме французской мысли в Париже (1961). В 1950 году вместе с дочерью выполнил композицию из обожжённой глины «Крестный путь» для церкви в Карсаке (Дордонь) и скульптуру «Св. Тереза с младенцем Иисусом», затем исполнял резьбу по камню, витражи, горельефы, мозаику, кованые кресты, кресты из бронзы для различных церквей, произвёл художественные и реставрационные работы в парижских часовнях Нотр-Дам-де-Повр (1955; витраж, барельеф) и Пти-Фрер-де-Повр (1959; витраж), соборах Сакре-Кёр (1959; витраж и жертвенник из мрамора) и св. Жанны д’Арк (1965; витраж, кованый крест), в католических храмах Бреста, Валони, Страсбурга; создал картоны гобеленов для мануфактур Gobelins и Aubusson. В 1959 году открыл собственное ателье в Ванве.
В 1970 году под псевдонимом «М. Россиянский» (в честь деда — М. М. Россиянского) выпустил сборник избранных стихов «Утро внутри, 1913—1970» (Мюнхен), в 1972 году — книгу-альбом «Комментарии к молчанию» (10 авторских офортов). Ретроспективные выставки прошли в галерее Numaga в Овернье (Швейцария, 1972), в Музее искусства и истории в Люксембурге (1973), выставке «Снова русские» в парижской галерее Françoise Tournié (1975), в галерее Mony Calatchi в Париже («В честь моего друга Л. Зака», 1976) и в Музее современного искусства города Парижа (1976/1977). В 1981 году в рамках Осеннего салона прошла мемориальная выставка художника.

## Наследие
Творчество художника обычно относят к Парижской школе. Картины хранятся в Музее современного искусства города Парижа, галерее Тейт в Лондоне, Королевском музее в Брюсселе, Институте Карнеги в Питтсбурге, в музеях Нанта, Антверпена, Венеции. Рукописи стихов хранятся в Библиотеке филологического факультета Еврейского университета в Иерусалиме.

## Семья
- Жена — художница Надежда Александрова Браудо (1894—1976), дочь историка и еврейского общественного деятеля А. И. Браудо, сестра органиста и музыкального педагога Исайи Браудо.
  - Дочь — скульптор Ирина Зак (Irène Zack, 1918—2013). Сын — Флоран (Florent Zack)[18].
- Братья — математик Михаил Людвигович Франк и философ Семён Людвигович Франк.
- Племянники — лауреат Нобелевской премии по физике Илья Михайлович Франк и биолог, академик АН СССР Глеб Михайлович Франк.

## Стихи
- М. Россиянский. Утро внутри: стихотворения и поэмы. Мюнхен: W. Fink, 1970.